# QuakeCon
Il QuakeCon è un LAN party gratuito, creato nel 1996 a Dallas, in Texas (USA) da un gruppo di giocatori di Quake (dal quale prende il nome). Dall'edizione del 1999 è organizzato dalla stessa id Software e da sponsor come Activision, nVidia, AMD, Aspyr, Apple, ATI Technologies, Alienware, Intel, D-Link, Logitech, Linksys, e Lucent Technologies.

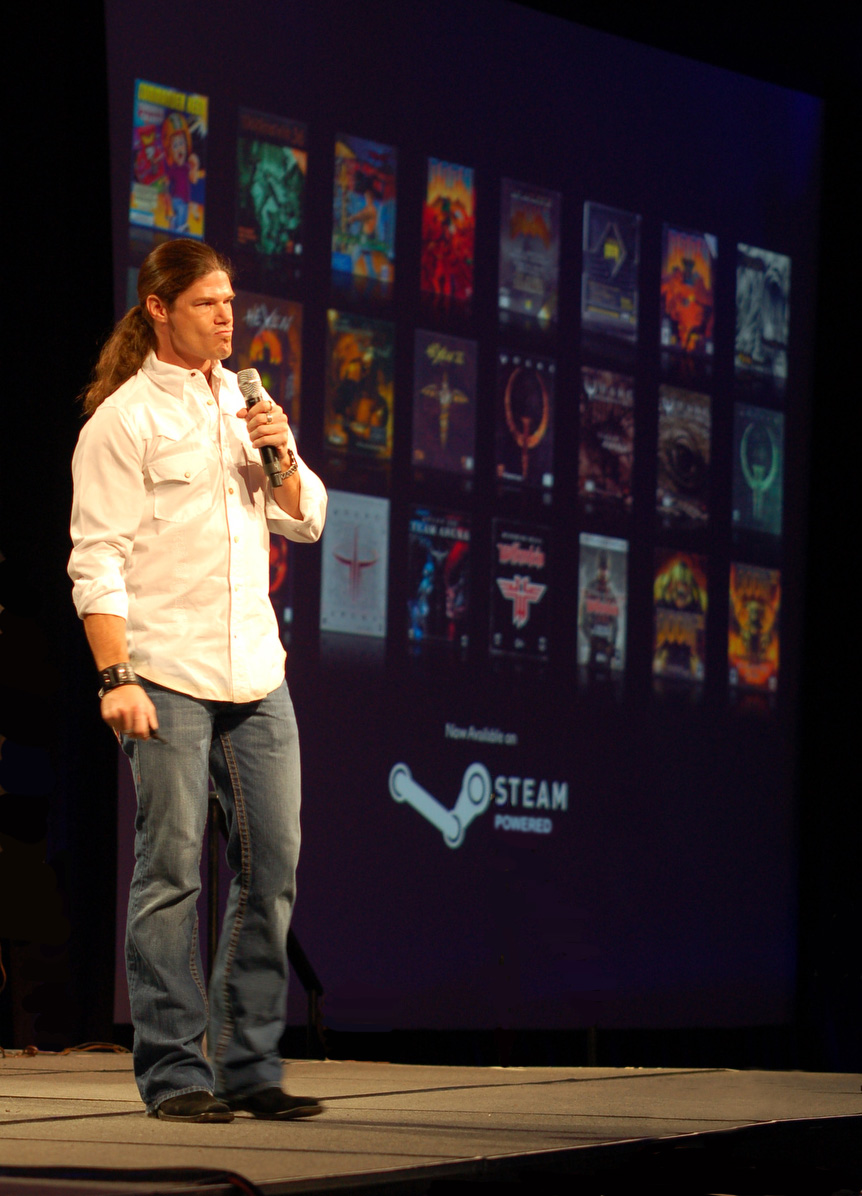
Un momento del QuakeCon 2007: Todd Hollenshead annuncia la disponibilità dei giochi id Software su Steam.

## Videogiochi popolari
Elenco di videogiochi utilizzati nei tornei del QuakeCon:
- Age of Empires II
- Battlefield 2
- Call of Duty
- Counter-Strike
- Doom 3
- Doom
- Enemy Territory: Quake Wars
- Left 4 Dead
- Quake 4
- Quake II
- Quake III Arena
- Quake Live
- Quakeworld
- Return to Castle Wolfenstein
- Team Fortress 2
- Warcraft III
- Wolfenstein: Enemy Territory